# クリエイティビティ・アニュアル・アワード
クリエイティビティ・アニュアル・アワード（Creativity Annual Awards）は、広告、グラフィックデザインのインターナショナル・コンペティションとして世界で最も長く続いている国際アワードのひとつ。現在エントリー・カテゴリーは、印刷、出版、ニューメディア、TV、ラジオに加え、アニュアル・レポート全般からセールス・フィルム、マガジン・フォトグラフィー、コンシューマーWebサイト、さらにロゴ、トレードマーク、アンビエント・メディアまで多岐に渡る。毎年6月にエントリーを受付け11月頭に審査発表、また、各カテゴリーからグランプリ1作品が”プラチナ･アワード”として別に選出され11月末に発表される。アワードに輝いた全作品はその年を代表する最先端のクリエイティビティとして世界中にアナウンスされ、受賞作品はCreativity Awards Annualに収められる。

## 内容
審査は広告/デザインのプロフェッショナル委員会が毎年組織され、キャンペーン予算、規模に関わりなくエントリー作品のコンセプトとクリエイティビティが純粋に評価され選出される。審査の結果は11月受賞者に知らされ、世界アナウンスは毎年2月にオンライン上で行われる。
この国際アワードは、全131のエントリー・カテゴリーがあり毎年数千点を越える作品が世界中から集まる。2006年の受賞者リストにはBBDO、DDB、McCannErickson、JWT、Y&R、G2(Grey)、Publicis等、世界の有名クリエイティブ・エージェンシーが名を連ねている。